# Lute Olson
Pour les articles homonymes, voir Olson.
Robert Luther Olson, dit Lute Olson, né le 22 septembre 1934 à Mayville dans le Dakota du Nord et mort le 27 août 2020 à Tucson (Arizona), est un joueur et entraîneur américain de basket-ball.

## Carrière
Lute Olson a été intronisé à la fois au Basketball Hall of Fame et au National Collegiate Basketball Hall of Fame. Il a été entraîneur-chef de l'équipe masculine de l'université de l'Arizona pendant 25 ans. Il a également été entraîneur-chef à l'université de l'Iowa pendant neuf ans et à la California State University, Long Beach pendant une saison. LuteOlson était connu pour le développement des joueurs, et bon nombre de ses anciens joueurs ont poursuivi des carrières impressionnantes en NBA. Le 23 octobre 2008, Olson a annoncé sa retraite de l'entraînement.

## Palmarès
- Champion du monde 1986
- Champion NCAA 1997
  - Intronisé au Basketball Hall of Fame en 2002